# Track Top-40
Track Top-40 is een Deense hitlijst met de veertig bestverkochte singles in Denemarken. Hij wordt door Nielsen Music Control voor de International Federation of the Phonographic Industry (IFPI) samengesteld op basis van het aantal verkochte downloads, cd's en op vinyl uitgegeven singles. De lijst wordt elke donderdag om middernacht bijgewerkt. Tracklisten verving begin november 2007 de vorige Deense hitlijst, Hitlisten genaamd, die bestond uit een top twintig voor singles en een top twintig voor downloads.